# Marguerite Wyke
„Peggy“ Marguerite N. Wyke OBE (* Mai 1908 in Jersey City, New Jersey, USA; † 1995 in Port of Spain) war eine trinidadische Politikerin, Poetin und Künstlerin. Sie gehörte von 1958 bis 1962 zu den beiden Frauen im Parlament der Westindischen Föderation (englisch West Indies Federation).

## Leben
Marguerite Wyke war Afroamerikanerin und die Tochter von James E. und Jesse B. Abrams. Ihr Vater arbeitete als “Pullman Porter” (Diener) bei der gleichnamigen Schlafwagengesellschaft. Sie studierte und arbeitete von 1929 bis zu ihrer Heirat als Lehrerin. Daneben hatte sie Kurse in Malerei an der Grand Central Art School in New York City besucht. Im Jahr 1933 heiratete sie den Arzt David Arnold Wyke, der im kanadischen Toronto arbeitete. Mit ihm zog Wyke 1946 in seine Heimat Trinidad. Nachdem sie neben Schule und Ehe Gedichte veröffentlicht hatte, schrieb sie jetzt Artikel für Teachers Herald, eine Zeitung für Lehrer.
Im Jahr 1952 bildete sich Wyke beim Bildhauer Étienne Martin an der Académie Ranson in Paris weiter. An der University of the West Indies (UWI) in Mona, Jamaika erwarb sie einen weiteren Abschluss. Sie gehörte zur Gruppe der einheimischen Künstler, die die 1950er und 1960er Jahre auf Trinidad prägten. Vorausgegangen waren ihnen Michel-Jean Cazabon (1813–1888) und der Autodidakt Hugh Stollmeyer (1913–1981). Wyke förderte die Kunst und lud Karl Broodhagen (1909–2002) ein. Er stammte aus Barbados und hatte bis 1953 in England studiert. Er gab Kurse in Bildhauerei, einer Kunst, die auf Trinidad unbekannt war. Ende der 1950er Jahre gelang es Wyke, mit der lokalen Verwaltung ein Stipendienprogramm für Nachwuchskünstler zu schaffen. Der erste Empfänger war Ralph Baney (* 1929), der für sein Land dann auf der Expo 67 in Montreal ausstellte.
Wyke gab 1953 die amerikanische Staatsbürgerschaft auf und engagierte sich für Eric Williams und das People’s National Movement (PNM). Für diese Partei zog sie 1958 als Senatorin für Trinidad und Tobago in das Parlament der Westindischen Föderation ein. Diese Tätigkeit war beendet, als sich die Föderation auflöste und Trinidad und Tobago 1962 die vollständige Unabhängigkeit erhielten. Wyke wurde 1963 als Vorsitzende des Komitees der Unabhängigkeitsfeierlichkeiten mit dem Order of the British Empire ausgezeichnet. Sie wirkte weiterhin als Förderin der Kunst und saß in den 1970er Jahren im Beirat für die Zentralbibliothek des Landes.
Künstlerisch arbeitete Wyke mit verschiedenen Materialien und Techniken, darunter waren Glasschmelze, Mosaiken, Malerei und Keramik. Bekannt wurde sie mit ihren Skulpturen. Ihre Werke befinden sich meist in Privatsammlungen in der Karibik, in Kanada, Dänemark und den Vereinigten Staaten. Ihr Werk Steel Drums wurde 2002 in der Ausstellung A Challenging Endeavor: The Arts in Trinidad and Tobago zum vierzigjährigen Jubiläum der Unabhängigkeit von der Interamerikanischen Entwicklungsbank in Washington, D.C. gezeigt.